# Blepharodes
Blepharodes, es un género de las mantis, de la familia Empusidae, del orden Mantodea. Tiene 5 especies reconocidas científicamente.

## Especies
- Blepharodes candelarius
- Blepharodes sudanensis
- Blepharodes parumspinosus
- Blepharodes cornutus con las subespecies Blepharodes cornutus cornutus y Blepharodes cornutus minor.